# Atletismo nos Jogos Pan-Americanos de 1951 - Salto com vara masculino
A prova do salto com vara masculino nos Jogos Pan-Americanos de 1951 foi realizada em Buenos Aires, Argentina.

## Medalhistas
| Ouro                               | Prata                   | Bronze                       |
| Robert Richards USA Estados Unidos | Jaime Piqueras PER Peru | Sinibaldo Gerbasi BRA Brasil |

## Resultados
| Posição           | Nome               | Nacionalidade      | Marca | Notas |
| ----------------- | ------------------ | ------------------ | ----- | ----- |
| Medalha de ouro   | Robert Richards    | USA Estados Unidos | 4.50  |       |
| Medalha de prata  | Jaime Piqueras     | PER Peru           | 3.90  |       |
| Medalha de bronze | Sinibaldo Gerbasi  | BRA Brasil         | 3.90  |       |
| 4                 | Reimundo Rodrígues | BRA Brasil         | 3.70  |       |
| 5                 | Jorge Aguilera     | MEX México         | 3.70  |       |
| 6                 | Hernán Ortíz       | PAR Paraguai       | 3.50  |       |
| 7                 | Luis Barja         | ARG Argentina      | 3.50  |       |
| 8                 | Luis Ganoza        | PER Peru           | 3.50  |       |